# Apamea unicolora
Apamea unicolora är en fjärilsart som beskrevs av Zetterstedt 1839. Apamea unicolora ingår i släktet Apamea och familjen nattflyn. Inga underarter finns listade i Catalogue of Life.